# Wilhelm Junker
Wilhelm Junker (Russisch: Василий Васильевич Юнкер; Moskou, 6 april 1840 - Sint-Petersburg, 13 februari 1892) was een Duits-Russische ontdekkingsreiziger.

## Biografie

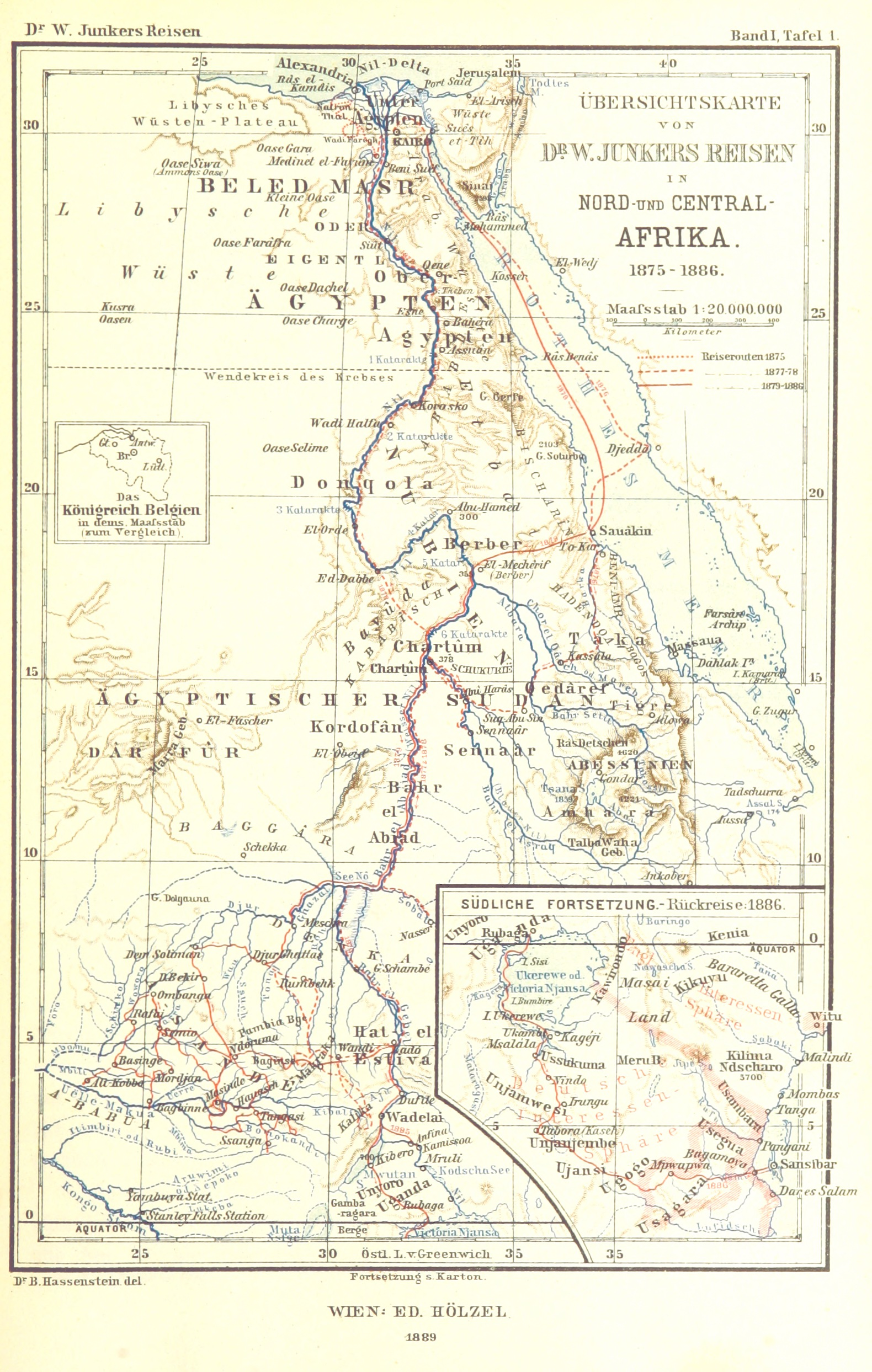
Übersichtskarte von dr. W. Junkers Reisen in Nord- und Central-Afrika uit Dr. Wilh. Junker's Reisen in Afrika, 1889-1891.

Wilhelm Junker werd geboren in Moskou en studeerde geneeskunde in Dorpat, Göttingen, Berlijn en Praag, al zou hij de geneeskunde niet lang beoefenen. Na een reeks kortere reizen naar IJsland (1869), West-Afrika (1873), Tunis (1874) en Neder-Egypte (1875) verbleef hij nagenoeg onafgebroken in oostelijk Equatoriaal Afrika van 1875 tot 1886. Daarbij waren aanvankelijk Khartoem en later Lado de uitvalsbasis voor zijn expedities.
Junker was een ontspannen reiziger en een zorgvuldige waarnemer; zijn voornaamste doel was het bestuderen van de volkeren met wie hij in contact kwam, en het verzamelen van exemplaren van planten en dieren. De resultaten van zijn onderzoek naar deze bijzonderheden verwerkte hij in zijn driedelige werk Dr. Wilh. Junker's Reisen in Afrika (1889-1891). In dit werk bespreekt hij tevens het kannibalisme waarvan hij ooggetuige was.
Junker onderzocht het stroomgebied van de Nijl en de Congo, wist met succes de hydrografische theorieën van Georg Schweinfurth te weerleggen en stelde het bestaan van de rivieren Uele en Ubangi vast. De opstand van de Mahdisten verhinderde in 1884 zijn terugkeer naar Europa via Soedan. Een in 1885 door zijn broer in Sint-Petersburg opgezette expeditie slaagde er niet in om hem te bereiken. Daarop besloot Junker via het zuiden te reizen. Hij verliet Wadelai op 2 januari 1886 en reisde via Oeganda en Tabora. In november 1896 bereikte hij Zanzibar. 

## Onderscheidingen
- Gouden medaille van de Royal Geographical Society (1897).

## Werken
- (de)  Dr. Wilhelm Junkers Reisen in Afrika, 1875–1886. Nach seinen Tagebüchern bearbeitet und herausgegeben von dem Reisenden, drie volumes, Wenen, Hölzel, 1889-1891.